# Palazzo del Governatore
O Palazzo del Governatore (em português:  Palácio do Governador) é um edifício com formas barrocas e neoclássicas, localizado em todo o lado norte da Piazza Garibaldi, no centro de Parma.

## História
O palácio foi originalmente construído no lado norte da Piazza Nuova (atual Piazza Garibaldi) entre 1283 e 1285, como "Palazzo dei Mercanti", após a demolição das casas preexistentes. Em estilo românico tardio, consistia em dois edifícios distintos, separados ao centro pelo estreito borgo de San Marco, que hoje não existe mais. Totalmente revestido de tijolos, erguia-se sobre um pórtico no térreo e era caracterizado, no primeiro andar, por duas ordens de janelas gradeadas com duas e três luzes; a fachada era coroada por ameias no topo.
Perdidas as suas funções mercantis originais, o edifício tornou-se rapidamente a sede do Capitão da cidade e, posteriormente, do Governador, do Auditor Civil e de outros magistrados municipais; no entanto, manteve a sua estrutura arquitetônica inalterada durante séculos.
Após o desabamento da altíssima Torre Cívica em 27 de janeiro de 1606, que também causou a destruição do Palazzo del Comune, surgiu a necessidade de reestruturar o Palácio do Governador, que foi inicialmente unificado fechando a vila de San Marco com uma abóbada; sobre esta última, em 1673, com base em um projeto do engenheiro de Piacenza, Gian Battista Barattieri, foi erguida uma torre, que assumiu as antigas funções da destruída Torre Cívica, da qual manteve o antigo sino chamado "di terza", datado de 1453, preservado intacto ao longo dos séculos até sua substituição por uma cópia em 1998.
Em 1760, o arquiteto da corte Ennemond Alexandre Petitot foi contratado para redesenhar a praça; o Palácio do Governador foi então reestruturado em elegantes formas neoclássicas, com a inserção de elementos decorativos típicos; o nicho central também foi aberto para abrigar a estátua da Virgem Coroada, esculpida por Jean-Baptiste Boudard.
Em 1829, a Duquesa Maria Luísa encarregou Lorenzo Ferrari e Luigi Pazzoni de criar os grandes relógios de sol na fachada..
Na década de 1920, o interior e a parte posterior do palácio passaram por uma grande reforma em estilo racionalista, que preservou apenas algumas das antigas decorações internas.
Todo o edifício, que até ao final do século XX albergou algumas repartições municipais, passou por um restauro completo entre 2000 e 2009, que o transformou no atual "Lugar de Arte Moderna e Contemporânea": inaugurado em janeiro de 2010 com a exposição Nove100, acolhe exposições temporárias de arte maioritariamente contemporânea.

## Descrição

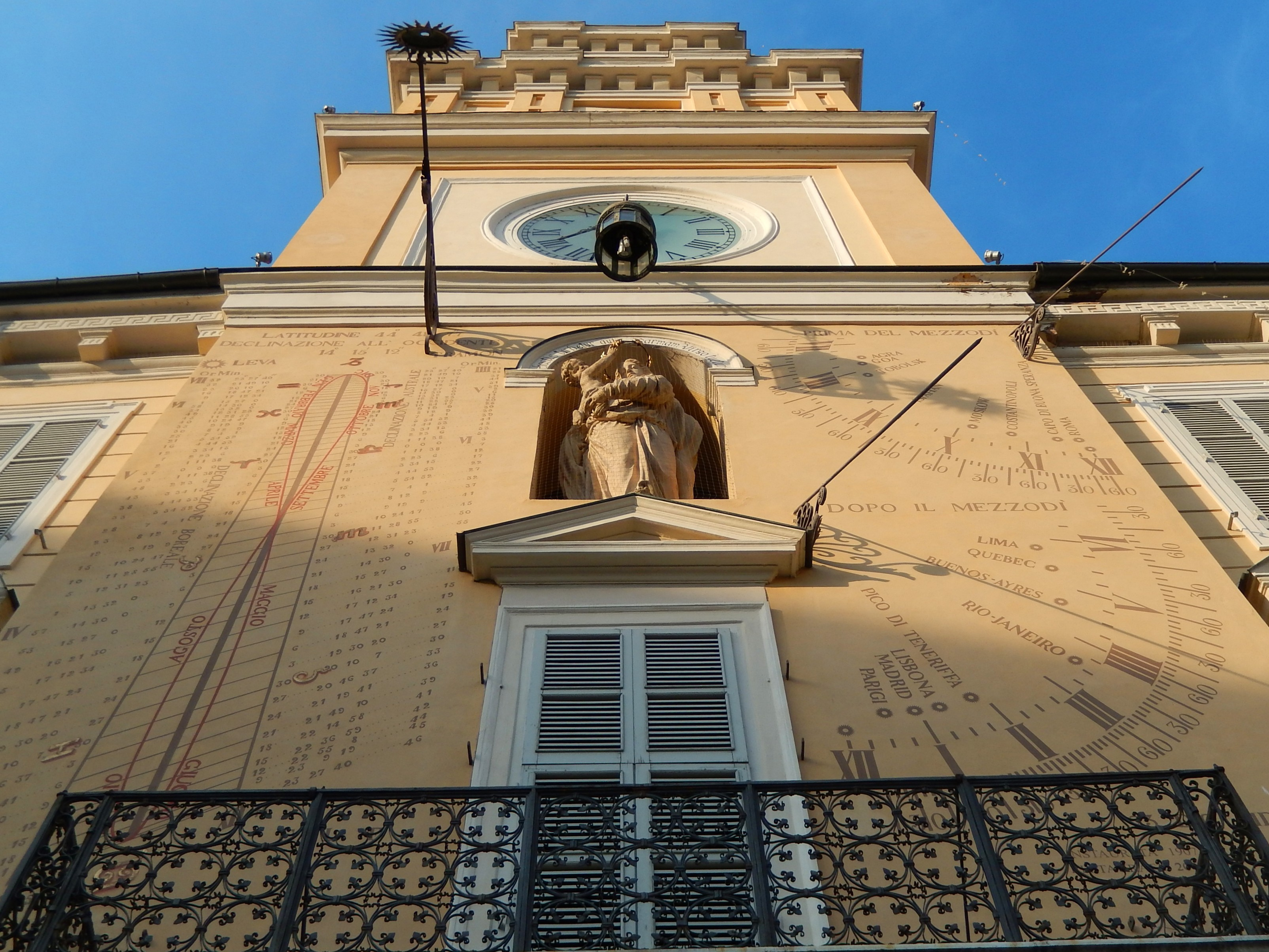
A alta torre central vista de baixo

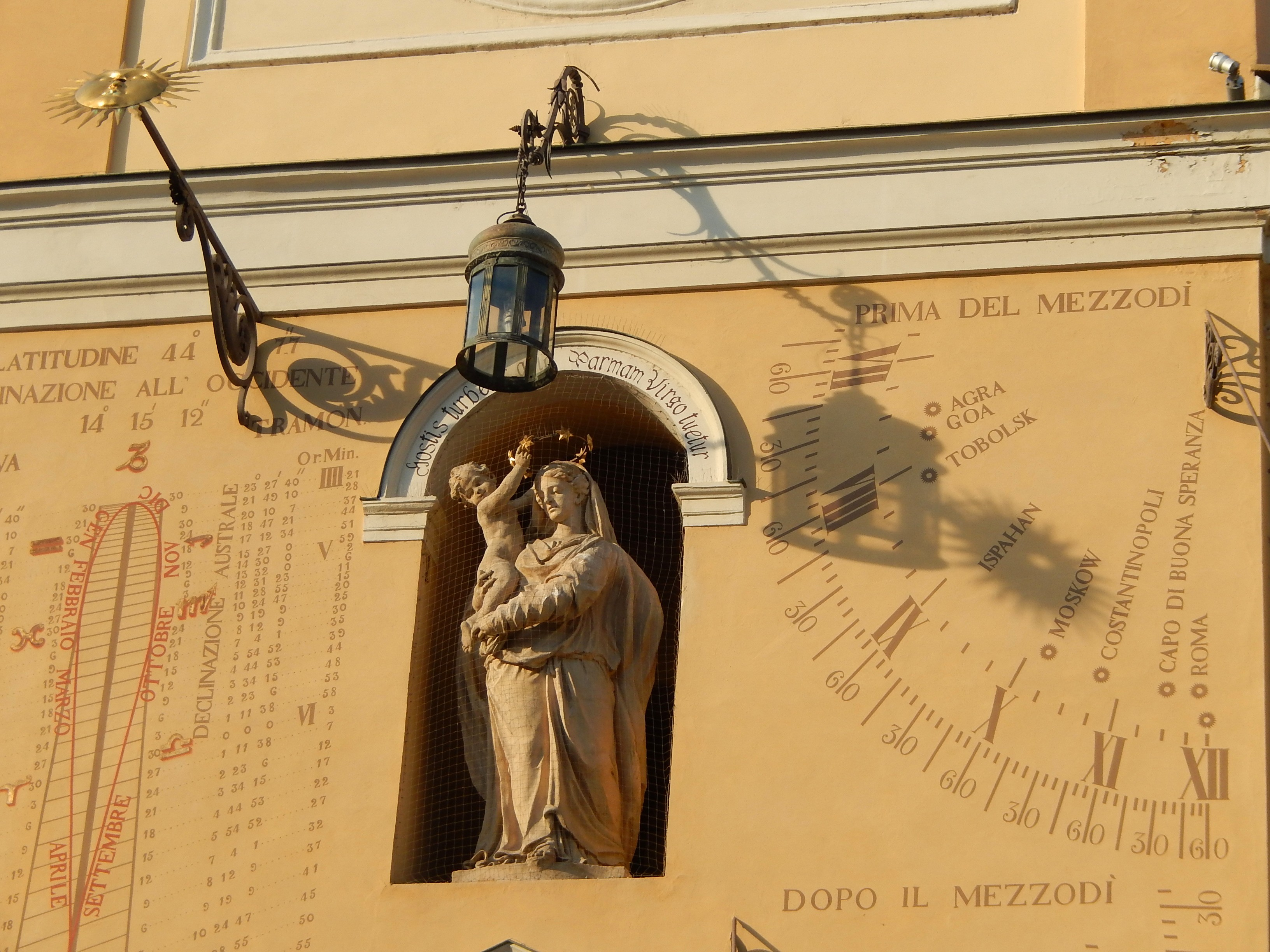
A estátua da Virgem Coroada e os relógios de sol

A fachada do palácio, inteiramente rebocada e pintada em tons de amarelo, é caracterizada pela alta torre central, que, apesar das intervenções de Petitot, apresenta elementos típicos do estilo barroco. Nela, abaixo das três grandes aberturas que abrigam o sino, está posicionado um grande relógio; abaixo dele, nas laterais do nicho que abriga a Estátua da Virgem Coroada de Boudard, estão os complexos relógios de sol do século XIX, que na época da construção representavam um dos sistemas mais avançados de medição do tempo. Eles são compostos por um relógio de sol e relógios de sol para a hora verdadeira e a hora média, que permitem a exibição, além das horas do dia, também dos fusos horários, a passagem dos meses, as horas do nascer e do pôr do sol, as constelações zodiacais e outros cálculos astronômicos.
As duas alas laterais simétricas apresentam um estilo puramente neoclássico, particularmente evidente no cordão de cordas, nos ornamentos das janelas, na cornija com a elegante chave grega e nas listras horizontais em relevo.
O "tijolo de Parma", uma antiga unidade de medida usada pelos construtores de Parma, ainda está embutido na parede do palácio, perto da esquina da Piazza Garibaldi com a Strada Cavour.